# Castillo de Genoveva

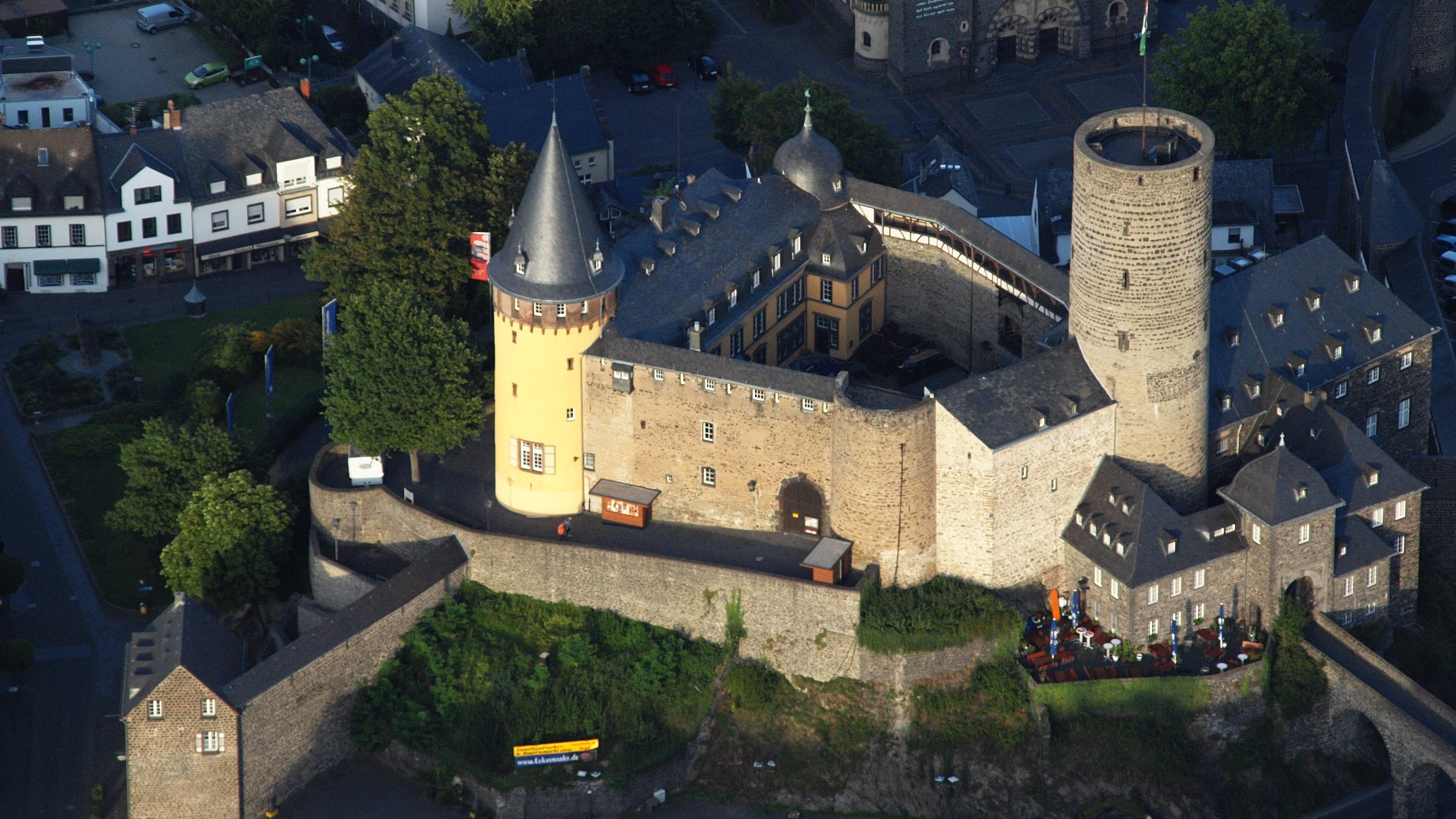
Vista aérea del Genovevaburg

El castillo de Genoveva, o sencillamente Genovevaburg, es un castillo y residencia palaciega neorrenacentista en el interior de las murallas medievales del lado sudoeste de la ciudad de Mayen, en el estado federado de Renania-Palatinado. Su nombre se basa en una leyenda según la cual la sede del conde palatino Siegfried y de su esposa Genoveva (730-750) estaría en la misma colina de Mayen. Las primeras referencias a la importancia regional de la leyenda datan del siglo XVII. No se sabe desde cuando el castillo y sus calabozos, conocidos como Goloturm, están particularmente asociados a la leyenda. 

## Historia

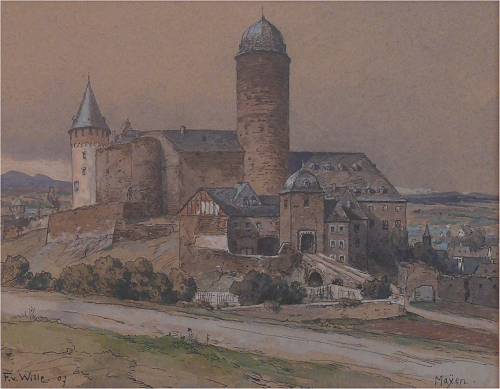
Fritz von Wille, El castillo de Genoveva en Mayen, acuarela de 1907.

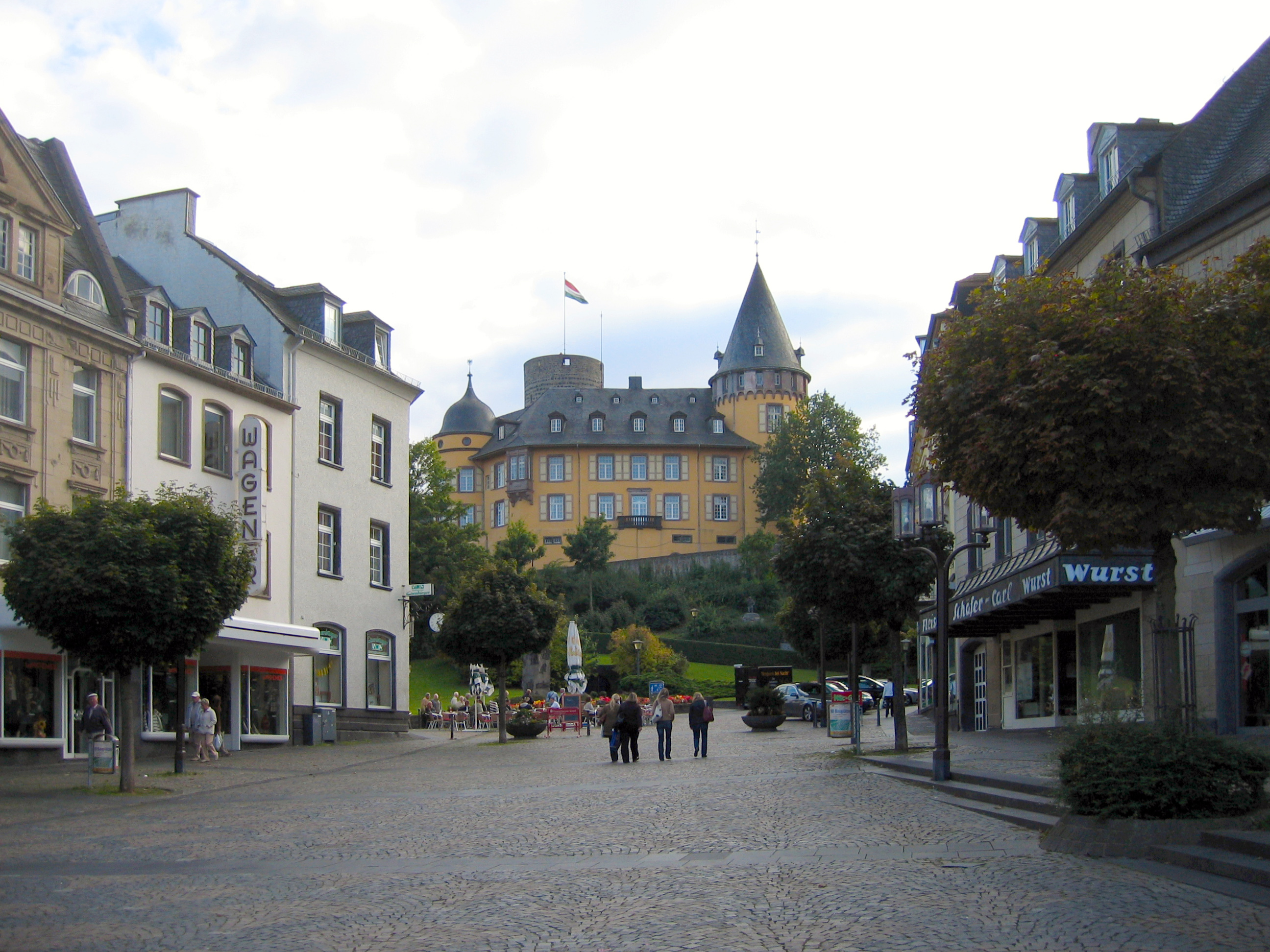
Vista del castillo de Genoveva desde la Plaza del mercado de Mayen, al nordeste.

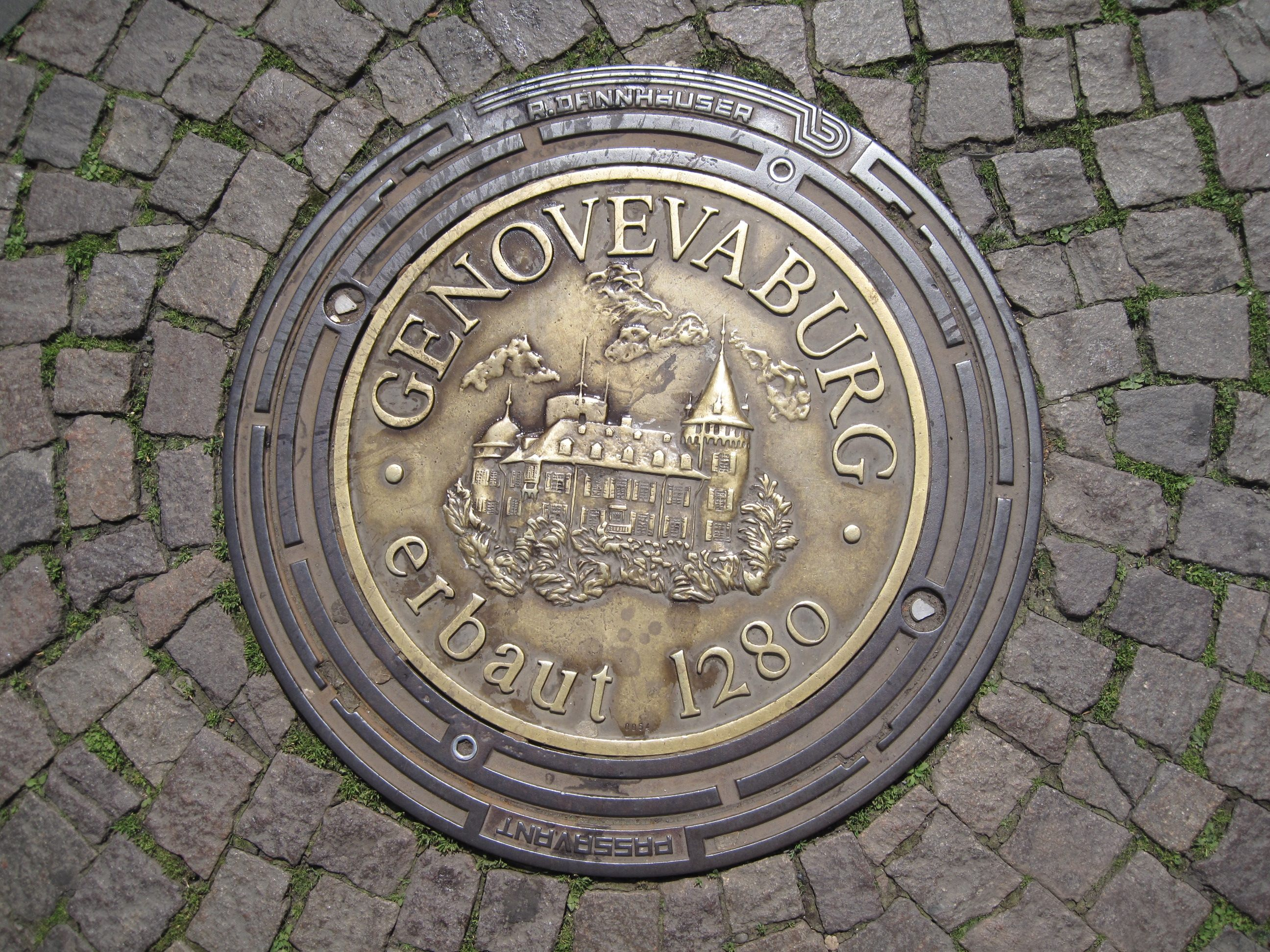
Tapa del sistema de saneamiento de Mayen, con la figura del Castillo.

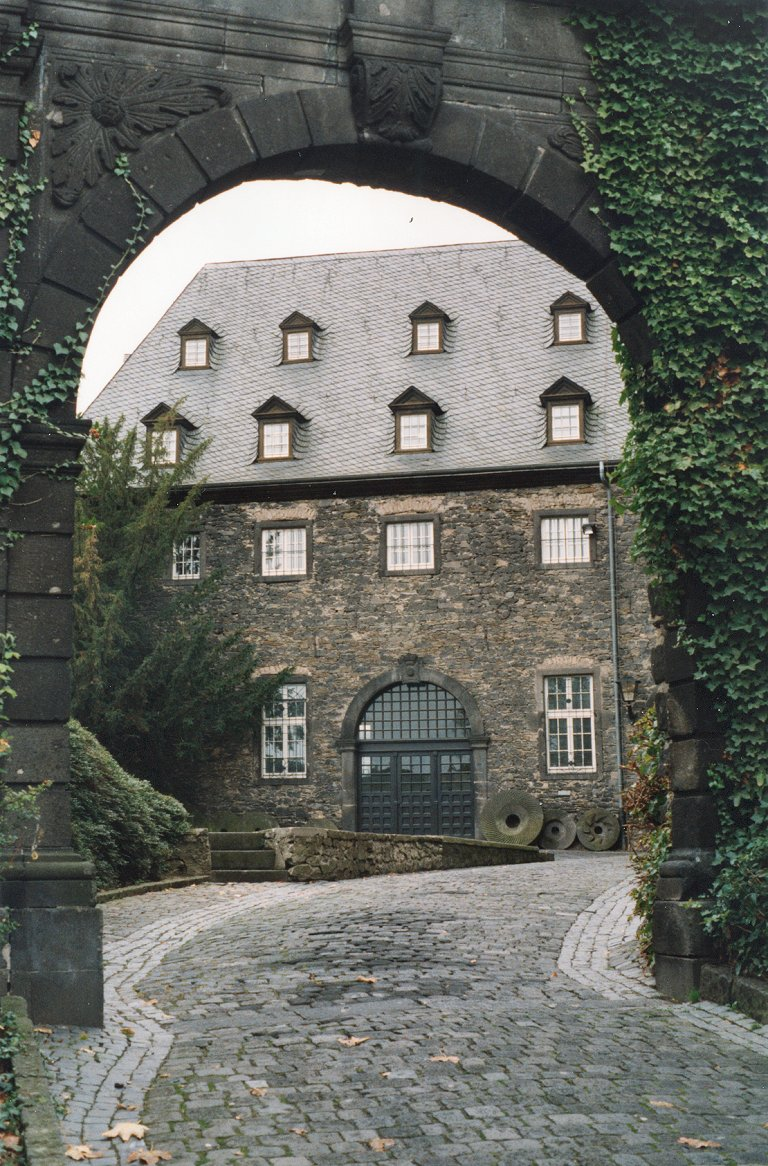
Vista exterior de los antiguos establos.

El castillo de Genoveva de Mayen aparece referenciado en un documento por primera vez en 1281, aunque su construcción se inició el año anterior por orden del príncipe-elector de Tréveris Enrique II de Finstingen. Fue creado para proteger los intereses de Tréveris frente al electorado de Colonia. Al sucesor de Enrique, Bohemundo I de Warnesberg, le fueron concedidos los derechos de población de Mayen por el rey Rodolfo I de Habsburgo.
Una vez establecido, el castillo permaneció intacto durante 400 años. Esta situación fue solo alterada por la ocupación de Mayen por las tropas francesas durante la Guerra de Sucesión del Palatinado. El 6 de mayo de 1689, el general marqués de Sourdis permitió que el palacio electoral (churfürstlich Schloß) fuera incendiado por sus soldados.
Un año más tarde, el arzobispo y príncipe-elector Johann Hugo de Orsbeck encargó a su futuro maestre de construcciones en la corte Philipp Honorius von Ravensteyn reconstruir y ampliar el edificio. En el transcurso de estos trabajos, el adarve fue cubierto de nuevo y las torres de los flancos fueron guarnecidas con coberturas cónicas. Las ventanas góticas de arco apuntado fueron también sustituidas por ventanas dobles barrocas. 
Em 1707, el príncipe-elector mandó edificar el Unterburg (castillo de abajo) en basalto. Además de caballerizas y establos, fue construida una puerta en el llamado kleinen Burghof ("pequeño patio"). Como señal de su involucración como constructor, se conservan hasta la actualidad sus armas en el portal barroco que da acceso al castillo desde la ciudad.
Durante el dominio francés, fue declarado propiedad nacional y subastado el 8 de agosto de 1803. Por la suma de 8.100 francos, Philipp Hartung, cuyo padre era arrendatario del castillo desde 1793, tomó posesión del edifício. El nuevo propietario lo demolió y vendió pieza por pieza, destruyendo la casa administrativa y la torre este. En 1815, el edificio del Oberburg (castillo de arriba) fue asimismo demolido. 
En 1821, fue arrendada una sala del castillo como "sala de oración" para la recién creada comunidad evangélica, de modo que el castillo de Genoveva se convirtió en el primer lugar de culto evangélico (protestante) de Mayen y sus áreas adyacentes. En 1830, la misma comunidad adquirió todo el castillo por 600 táleros. Mientras tanto, el gobierno de Coblenza no dio su consentimiento a la transacción, y se lo vendió al juez de paz Cadenbach. La comunidad desistió de hacer valer sus derechos en el juicio para no agravar la relación entre las confesiones. Cadenbach construyó nuevamente sobre las ruinas, por lo que su tribunal estuvo temporalmente ubicado en edificios del castillo.
Cadenbach, tiempo después, abrió una cervecería junto a la entrada de la hospedería de las murallas del castillo. El establecimiento transformó el conjunto de acuerdo a sus necesidades, usando el bergfried como silo de cereales. En 1880, el Mayener Volksbank (Banco Popular de Mayen) compró una participaçión del edificio y vendió una gran parte del Oberburg a un comerciante 13 años después, quien lo reconstruyó como una residencia en estilo neorrenacentista.
El 7 de noviembre de 1902, el Genovevaburg sufrió un incendio que destruyó gran parte del complejo. El diplomático e ingeniero Aren Scholten lo compraría en 1910, restaurándolo y reconstruyéndolo siguiendo el modelo histórico a partir de 1918. En el transcurso de estos trabajos, muchos de los elementos arquitectónicos neorrenacentistas fueron retirados. Scholten también fue quien reabrió el castillo al público, posibilitando la creación, en los establos reconstruidos, del Eifelmuseum (Museo del Eifel), antiguo Eifeler Landschaftsmuseum (Museo del paisaje del Eifel), en 1921. 
En 1938, la ciudad de Mayen adquirió el castillo. En el año siguiente, las instalaciones vacías fueron confiscadas para fines militares y administrativos. Durante la Segunda Guerra Mundial quedaron destruidas innumerables estructuras del castillo. A pesar de eso, el Concejo Municipal de Mayen y una escuela agrícola instalaron su sede temporalmente después de 1945. La reparación de los daños de la guerra solo sería completada en 1984.

## Descripción del edificio

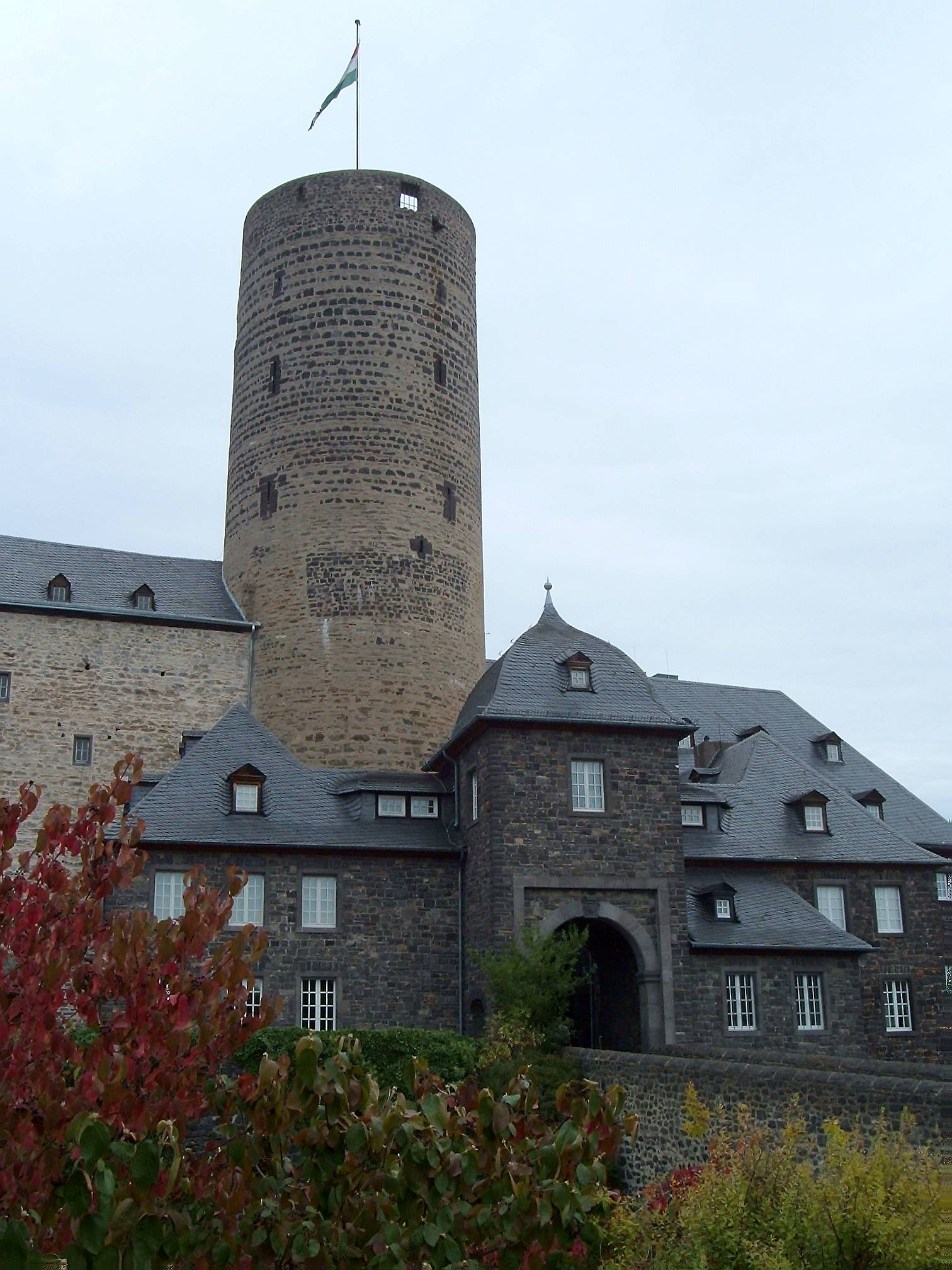
Vista desde el sudoeste del bergfried del castillo de Genoveva.

El complejo de planta heptagonal irregular, conocido como Oberburg estaba protegido antiguamente del lado de la ciudad por un foso, un zwinger y un bergfried. A lo largo del foso pasa actualmente una calle importante. El foso se salvaba por un puente arcado, en piedra, de 20 metros de longitud.
El bergfried almenado conserva su nombre relacionado con la leyenda de Genoveva, Goloturm. Se trata de una estructura con 34 metros de altura y paredes de 3,60 metros de espesor y un diámetro de 10.34 metros. En el sótano abovedado existía anteriormente un calabozo, dotado de dos celdas en las cuales estuvieron detenidos criminales y prisioneros políticos. Fuentes del siglo XVI indican que se encerraron allí mujeres acusadas de brujería a la espera de su ejecución. Se puede acceder a la torre, mirador del Eifelsmuseum.
En el lugar donde se yerguen actualmente los edificios residenciales barrocos se situaba antiguamente, en la sección norte del complejo, el edificio residencial principal que ocupaba toda la anchura del castillo principal. Frente a él, al sur, probablemente se hallaban los edificios administrativos.
La capilla palaciega indica 1362 como fecha de construcción.

## Uso

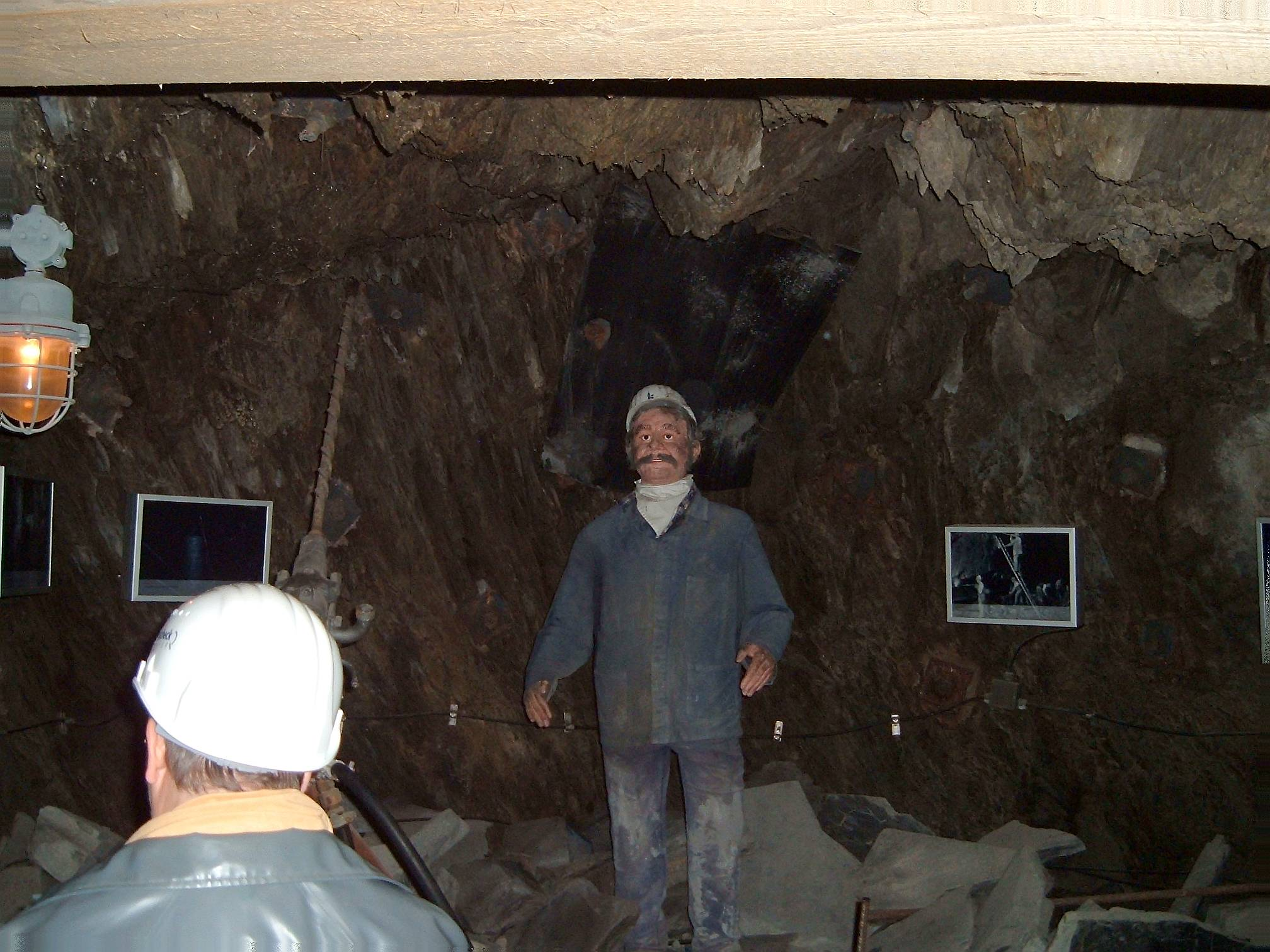
Museo del esquisto bajo el castillo.

El complejo alberga el Eifelsmuseum y el Deutschem Schiefermuseum (Museo del Esquisto de Alemania), en los que se informa no solo sobre todo tipo de aspectos de la región del Eifel, sino también sobre el esquisto con el que están cubiertos todos los tejados del castillo. El museo incluye el sistema de galerías, excavado en la roca bajo el castillo. El castillo de Genoveva alberga asimismo la Eifelbibliothek (Biblioteca del Eifel), que contiene 10.000 volúmenes. Esta biblioteca de nivel estatal y nacional está administrada conjuntamente por el Club Eifel y la Asociación de Historia y Antigüedades de Mayen y está abierta a todas las partes interesadas.
Actualmente el patio interior del castillo sirve anualmente de escenario en el Burgfestspiele Mayen (Festival del castillo de Mayen) entre junio y agosto, una serie de eventos teatrales reconocidos más allá de los límites de la ciudad.